# Kanton Pellegrue
Kanton Pellegrue (fr. Canton de Pellegrue) je francouzský kanton v departementu Gironde v regionu Akvitánie. Tvoří ho 10 obcí.

## Obce kantonu
- Auriolles
- Caumont
- Cazaugitat
- Landerrouat
- Listrac-de-Durèze
- Massugas
- Pellegrue
- Saint-Antoine-du-Queyret
- Saint-Ferme
- Soussac